# Bobrujsk (stacja kolejowa)
Bobrujsk (biał. Бабруйск; ros. Бобруйск) – węzłowa stacja kolejowa w Bobrujsku, w obwodzie mohylewskim, na Białorusi, obsługiwana przez Koleje Białoruskie.
Znajduje się na linii kolejowej Homel - Bobrujsk - Mińsk.
Stacja powstała w XIX w. na linii Kolei Libawsko-Romieńskiej, pomiędzy stacjami Jasień a Berezyna.